# Necros Christos
Necros Christos (griechisch νεκρός Χριστός für ‚Toter Christus‘) war eine von 2001 bis 2021 bestehende deutsche Death-Doom-Band aus Berlin. Sie stand bei Sepulchral Voice Records unter Vertrag. Die Diskografie der Gruppe umfasst drei Studioalben, mehrere Demo- und Split-Veröffentlichungen und EPs.

## Geschichte
Die Band wurde im Jahre 2001 gegründet. In den ersten Jahren veröffentlichte sie drei Demo-- und zwei Rehearsal-Aufnahmen sowie verschiedene EPs und Singles. Eigentlich sollte das erste Demo Necromantic Doom die einzige Veröffentlichung der Band werden. Im Jahre 2006 wurde die Band von der Plattenfirma Sepulchral Voice Records unter Vertrag genommen, die ein Jahr später das Debütalbum Triune Impurity Rites veröffentlichten.
Kurze Zeit später verließ der Schlagzeuger Luciferus Christhammer die Band und wurde durch Raelin Iakhu ersetzt. Über einen Zeitraum von vier Jahren arbeiteten die Musiker an ihrem zweiten Album Doom of the Occult, welches im Frühjahr 2011 veröffentlicht wurde und sehr gute Kritiken von Seiten der Fachpresse erhielt.
Das im Vorfeld als ihr letztes angekündigte dritte Album Domedon Doxomedon erschien 2018. 2021 folgte die Auflösung.

## Stil
Die Musik von Necros Christos verzichtet auf hohe Geschwindigkeiten, Blastbeats und Demonstrationen des technischen Könnens der Musiker, und konzentriert sich stattdessen auf „langsame, simple, panzerartige Schwere in Verbindung mit unheimlichen Growls und einer seltsamen, undefinierbaren okkulten Qualität“. Im Zusammenhang mit der Metal-Subkultur sieht Mors Dalos Ra die Band stärker in der Tradition von Bands wie Black Sabbath und Mercyful Fate hinsichtlich ihrer okkulten Ausrichtung als in der modern klingender, blastbeat-lastiger Death-Metal-Bands. Seine musikalische Inspiration stammt jedoch eher aus der östlichen Folklore, insbesondere der Persiens, Indiens und der arabischen Länder. Als weitere wichtige Quelle gibt er italienische und deutsche Barockmusik und alten okkulten 1960er-/1970er-Jahre-Rock wie Coven oder Salem Mass an, ebenso The Jimi Hendrix Experience.
Mors Dalos Ra schreibt auch die Liedtexte für Necros Christos. Während seine okkulten Interessen und Studien hauptsächlich auf die Kabbala bezogen sind, handeln die meisten Texte von invertierten Geschichten aus dem Alten Testament, der Apokalypse in den Apokryphen, alten Entitäten der Kulturen aus dem Mittleren Osten, den Mysterien des Todes und der Toten, Nekromantie, Schwarzen Messen und Kopulation, vermischt mit seinen eigenen magischen Erfahrungen. Den Namen der Band erklärt Mors Dalos Ra als weitere Bezeichnung der amorphen Entität der äußersten Verdammnis und Finsternis, den schwarzen Bruder Christi, der bereits unter Namen wie Ištar, Ahriman, Shaitan, Satan und Luzifer bekannt ist.

## Galerie

Necros Christos, Besetzung live auf dem Party.San 2016
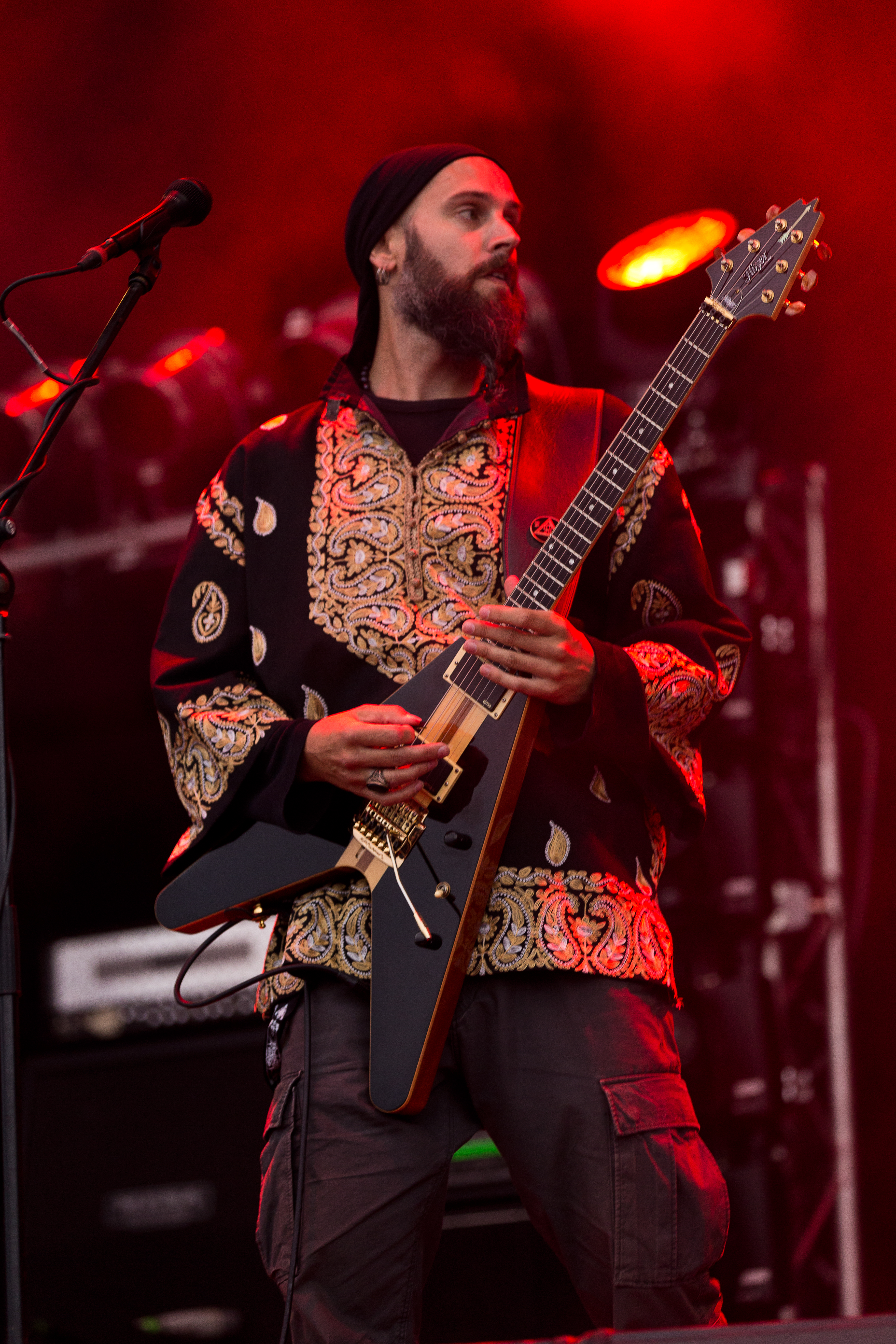
Mors Dalos Ra
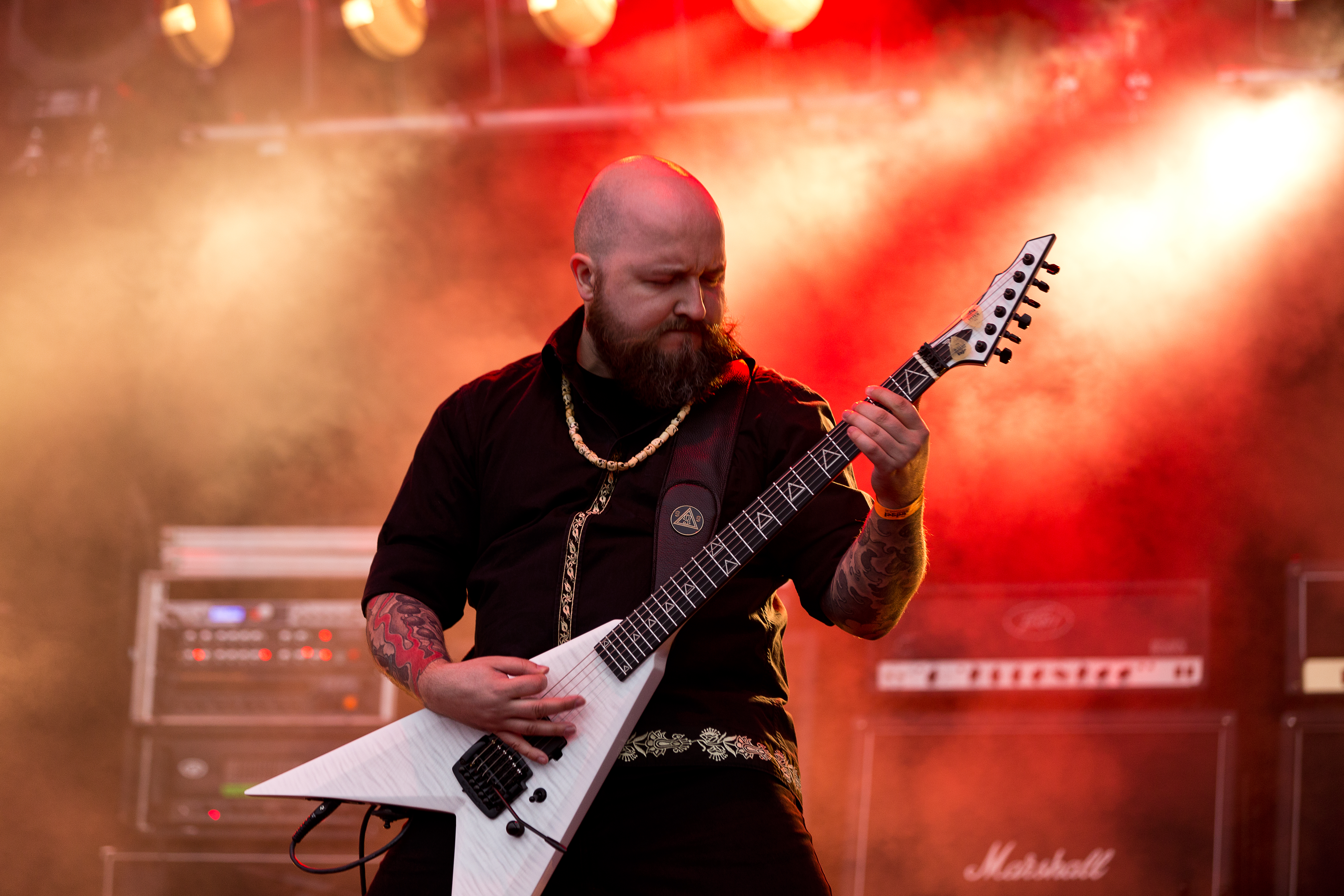
The Evil Reverend N.
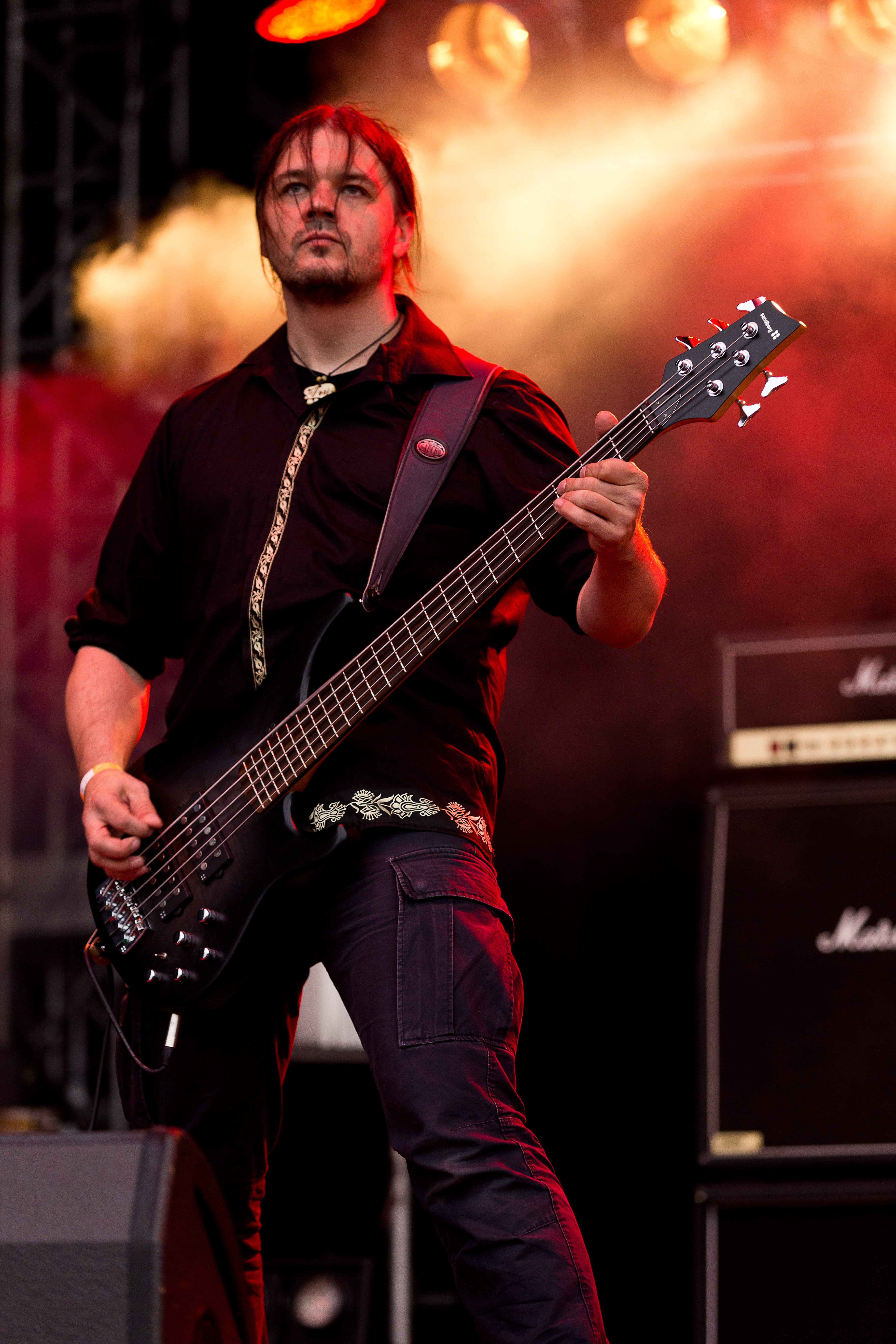
Pete Habura
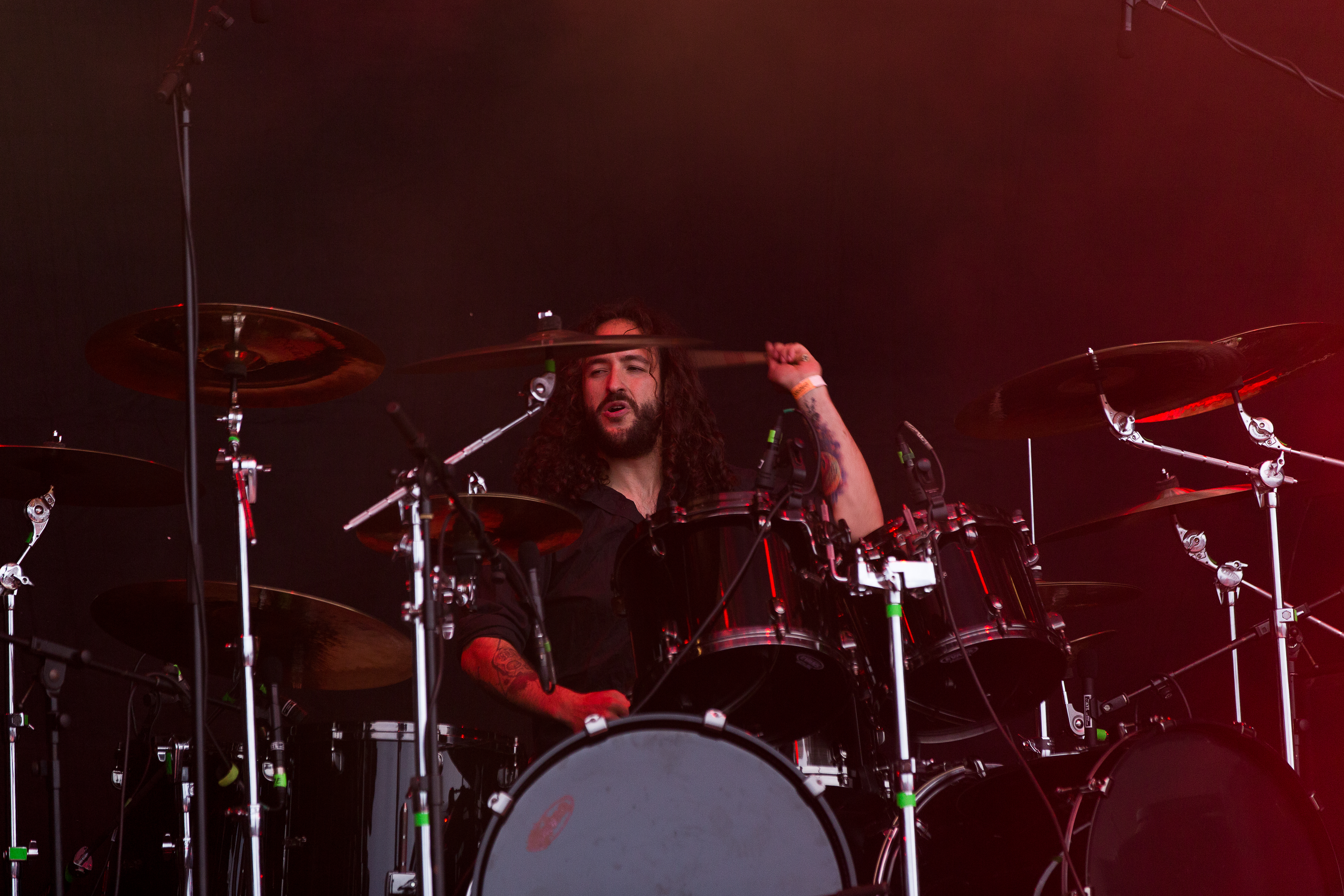
Ivan Hernandez

## Diskografie
Demoaufnahmen
- 2002: Necromantic Doom
- 2003: Black Mass Desecration
- 2004: Ritual Doom Rehearsal
- 2004: Grave Damnation
- 2004: Ritual Crucifixion

Studioalben
- 2007: Triune Impurity Rites
- 2011: Doom of the Occult
- 2018: Domedon Doxomedon

Livealben
- 2014: Darkness Comes to … Live

EPs und Singles
- 2004: Curse of the Necromantical Sabbath
- 2004: Baptized by the Black Urine of the Deceased
- 2005: Necros Christos/LossSplit-EP mit Loss
- 2006: Teitanblood/Necros Christos Split-EP mit Teitanblood
- 2014: Nine Graves